# Historia de José el carpintero
La Historia de José el Carpintero (latín: Historia Josephi Fabri Lignari) es una compilación de tradiciones en relación con María (madre de Jesús) y a la Sagrada Familia, probablemente compuesta en el Egipto Bizantino en griego a finales del siglo sexto o principios del séptimo, mas sobreviviendo solo en una traducción al idioma árabe. El texto apoya la doctrina de la perpetua virginidad de María.
Es uno de los textos de los Evangelios apócrifos referentes a la vida de Jesús antes de los 12 años de edad.

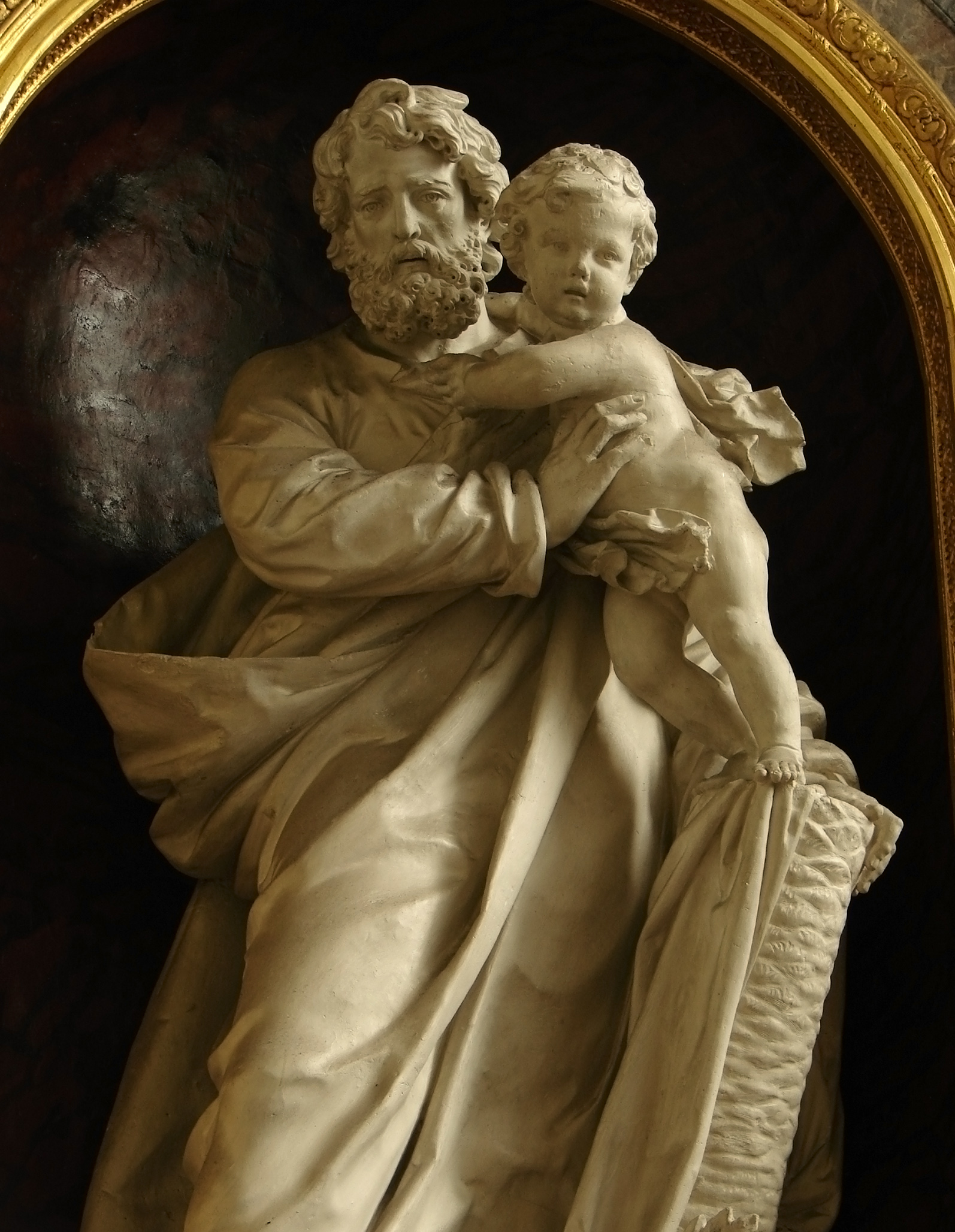
Estatua de San José por los hermanos Duthoit (siglo XIX). Capilla de San José (1832), Catedral de Notre Dame de Amiens.

## Contenido
El texto está enmarcado como una explicación de Jesús en el Monte de los Olivos sobre la vida de José, su padrastro.  De acuerdo con María tenía la virginidad continua, el texto proclama que José tuvo cuatro hijos (Judas, José, Santiago y Simón) y dos hijas (Assia y Lidia) por  un matrimonio anterior.
Después de este trasfondo básico, el texto procede a parafrasear el Protoevangelio de Santiago, deteniéndose en el momento del nacimiento de Jesús.  El texto dice que José fue bendecido milagrosamente con juventud mental y física, muriendo a la edad de 111 años. Sus hijos mayores (José y Simón) se casan y tienen hijos, y de igual manera sus dos hijas se casan y viven en sus propias casas.
La muerte de José ocupa una parte sustancial del texto.  Primero lanza una oración significativa, incluyendo en sus últimas palabras una serie de lamentaciones por sus pecados carnales. Aproximadamente el 50% del trabajo es una extensión de la escena de la muerte, en la que se le aparecen el ángel de la muerte, así como los arcángeles Miguel y Gabriel).  Al final del texto, Jesús afirma que María permaneció virgen a lo largo de sus días al dirigirse a ella como mi madre, virgen sin mancha.
El texto dice: Y los santos apóstoles han conservado esta conversación y la han dejado por escrito en la biblioteca de Jerusalén.

## Edad y versiones supervivientes
Alguna información indica que el texto fue escrito en Egipto en el siglo quinto.  Sobreviven dos versiones, una en  copto, la otra en  árabe, siendo la versión copta probablemente la original. Gran parte del texto se basa en material del Evangelio de Santiago.

## Correlación con el apócrifo delsigloIII
El apócrifo de principios del siglo III Primer Apocalipsis de Santiago de la biblioteca de Nag Hammadi dice: Jesús le habla a Santiago: No sin razón te he llamado mi hermano, aunque no eres mi hermano materialmente. Esto agrega un registro adicional de la relación de María con los hermanos de Jesús, permitiendo la explicación de su virginidad perpetua.